# Последняя роза лета
«Последняя роза лета» (англ. The Last Rose of Summer) — стихотворение ирландского поэта Томаса Мура (1805), положенное на музыку композитором Джоном Стивенсоном и вошедшее в сборник Мура «Ирландские мелодии» (англ. Irish Melodies). Это была единственная песня в сборнике, предназначенная для женского голоса.
Эта песня пользовалась широкой популярностью не только в Англии, но и в различных странах Европы. Так, она была положена в основу мелодии, широко использованной в опере Фридриха фон Флотова «Марта» (1847), действие которой происходит в Англии. 
В том же году вариации на тему мелодии Стивенсона написал М. И. Глинка под названием «Вариации на шотландскую тему»; по предположению академика М. П. Алексеева, ошибка в названии, допущенная Глинкой, связана с тем, что мелодию Стивенсона он узнал через посредство А. И. Тургенева, переписавшего её в Эдинбурге в 1828 г. 
Что касается русского перевода стихотворения, то он впервые появился, как указывает М. П. Алексеев, в 1823 г. (под названием «Увядшая роза», пер. М. Васильевой), далее последовал перевод Ивана Крешева (1842) — оба, полагает М. П. Алексеев, сделаны с французского перевода Луизы Беллок. В 1895 г. перевод «Последней розы» был опубликован Александром Курсинским в сборнике стихов и переводов «Полутени». 
Вариации на тему песни написаны также Феликсом Мендельсоном и Генрихом Вильгельмом Эрнстом. Вариация Эрнста считается одним из сложнейших произведений для скрипки и входит в педагогический репертуар; по этому сочинению названа первая глава романа Бориса Евсеева «Романчик», герой которого говорит:

Этюд этот был страшно сложным, однако назывался возвышенно и сентиментально: «Последняя роза лета». Сочинил его немец Генрих Вильгельм Эрнст. Нравился мне этот этюд — безумно. Больше всего не давала покоя основная тема этюда. Эта тема проводилась приемом pizzicato, причем не привычной к этому приему правой рукой, а левой.

Бенджамин Бриттен также написал музыку на этот текст, его перевод сделала на его мелодию Татьяна Сикорская.